# 百万長者の初恋
『百万長者の初恋』(ひゃくまんちょうじゃのはつこい、原題:백만장자의 첫사랑、英題:A Millionaire's First Love)は、2006年の韓国の恋愛映画である。

## 概要
『百万長者の初恋』は、わがままな財閥の御曹司と田舎の女子高生とのラブ・ロマンスである。財閥の御曹司をヒョンビンが田舎の女子高生を映画初出演のヨンヒがそれぞれ演じている。

## あらすじ
財閥の3世の高校生であるカン・ジェギョンは、18歳に祖父の遺産を相続することを夢見て、わがままで傲慢な性格に育っていた。ところが祖父の遺言で、遺産を相続するにはある田舎の高校を卒業することが条件となっていた。そのため、やむなくジェギョンは、田舎にあるポラム高校に転校することになるが、そこでも問題ばかり起こしてしまう。そんな中、純朴なクラス委員長ウナンに出会い、彼女に恋する。そのことで、周辺にとけ込めなかったジェギョンが少しずつ変わっていくが、彼女は病に冒されていた。

## キャスト
※括弧内は日本語吹替
- カン・ジェギョン - ヒョンビン（桐本琢也）
- チェ・ウナン - ヨンヒ（永田亮子）
- 園長 / 校長 - チョン・ウク（土師孝也）
- ミョンシク - イ・ハンソル（安元洋貴）

## スタッフ
- 監督:キム・テギュン
- 脚本:キム・ウンスク
- 音楽:イ・フンソク

## 派生商品
Original soundtrack
- 百万長者の初恋 オリジナル･サウンドトラック(2006年12月13日、エイベックス・ピクチャーズ)

DISK 1
| #         | タイトル                             | 作詞      | 作曲・編曲 | アーティスト     | 時間 |
| --------- | ------------------------------------ | --------- | ---------- | ---------------- | ---- |
| 1.        | 「プロローグ」                       |           |            | キム・テソン     | 1:31 |
| 2.        | 「あいさつ」                         |           |            | ジェジュン       | 4:33 |
| 3.        | 「荒々しい日々」                     |           |            | ユ・ナムセン     | 3:04 |
| 4.        | 「Gray Noise」                       |           |            | ワン・ヨンジン   | 3:25 |
| 5.        | 「記憶を追っていくジェギョン」       |           |            | パク・ヨンジュン | 3:05 |
| 6.        | 「毛糸の靴下」                       |           |            | パク・ヨンジュン | 1:06 |
| 7.        | 「笛を吹く少女」                     |           |            | キム・テソン     | 3:05 |
| 8.        | 「ダイアローグ」                     |           |            |                  | 0:48 |
| 9.        | 「私のウナンを助けてください」       |           |            | パク・ヨンジュン | 1:32 |
| 10.       | 「ダイアローグ」                     |           |            |                  | 0:21 |
| 11.       | 「キス」                             |           |            | キム・バロ       | 3:52 |
| 12.       | 「これからもっと大変になると思うよ」 |           |            | パク・ヨンジュン | 3:54 |
| 13.       | 「ダイアローグ」                     |           |            |                  | 0:39 |
| 14.       | 「野原を歩きながら」                 |           |            | パク・ヨンジュン | 0:53 |
| 15.       | 「あいさつ (Instrumental)」          |           |            | パク・ヨンジュン | 4:32 |
| 16.       | タイトルなし                         |           |            |                  | 0:39 |
| 17.       | 「あいさつ」                         |           |            | パク・ヨンジュン | 4:33 |
| 18.       | 「ダイアローグ」                     |           |            |                  | 0:46 |
| 19.       | 「初雪」                             |           |            | キム・テソン     | 0:49 |
| 20.       | 「あいさつ」                         |           |            | 東方神起         | 3:21 |
| 21.       | 「ダイアローグ」                     |           |            |                  | 0:36 |
| 22.       | 「Candle Lights (theatrical edit)」  |           |            | BoA              | 3:11 |
| 合計時間: | 合計時間:                            | 合計時間: | 50:15      |                  |      |

DISK 2
| #  | タイトル                         | 作詞 | 作曲・編曲 |
| -- | -------------------------------- | ---- | ---------- |
| 1. | 「あいさつ」(ミュージックビデオ) |      |            |
| 2. | 「未公開オフショット映像」       |      |            |

DVD BOX
- 百万長者の初恋 DVD BOX (2006年5月25日、デジタルアドベンチャー)